# Wilsberg: Minus 196°
Minus 196° ist die 63. Folge der Fernsehfilmreihe Wilsberg. Der Film basiert auf der Wilsberg-Figur von Jürgen Kehrer. Die Erstausstrahlung erfolgte am 2. März 2019 im ZDF. Regie führte Martin Enlen, das Drehbuch schrieben Jürgen Kehrer und Sandra Lüpkes.

## Handlung
Ziemlich aufgelöst erscheint Britta Mantzke bei Wilsberg wegen einer familiären Angelegenheit und bekommt von Alex einen Termin am nächsten Vormittag. Doch am nächsten Morgen wird sie tot aus dem Aasee geborgen. Anhand des gekauften Buches, das sie bei Wilsberg vergessen hat, lässt sich auf einem Überwachungsvideo des Spielzeugladens eine Auseinandersetzung zwischen Britta Mantzke und Familie Sandfort beobachten, doch was Britta dort so aus der Fassung gebracht hat, bleibt zunächst offen. In einem zweiten Handlungsfaden wirft Ekki seine Lederjacke zur Altkleidersammlung und entdeckt zu spät, dass sein Portmonee noch darin war. Als er in der Halle des Hilfswerks Dress4Aid, das die Sachen einsammelt und bei der Arthur Sandfort Geschäftsführer ist, danach sucht, wird er Zeuge geheimnisvoller Machenschaften. Ein dritter Handlungsfaden besteht in Alex’ neuer Anstellung in der Kanzlei Schrobecke & Partner, wo sie für die Reproduktionsklinik „Beste Hoffnung“ zuständig ist und zunächst der dort künstlich gezeugten Kira Baumgärtner beim ersten Treffen mit dem Samenspender beistehen soll, der ihr biologischer Vater ist – zu Alex’ Überraschung erscheint Overbeck.
Während sich Alex in die Feinheiten des Vaterschaftsrechts und der künstlichen Befruchtung vertieft und sich dabei in Thorsten Friedrichs verliebt, den Leiter von „Beste Hoffnung“, versucht Ekki zunächst vergeblich, bei Dress4Aid unlautere Machenschaften aufzudecken, und der zunächst widerwillige Overbeck freundet sich mit seiner plötzlichen Tochter an. Ekki unternimmt private Erkundungen bei Dress4Aid und gerät in Lebensgefahr, als er dort Waffenschieberei fotografiert und dabei entdeckt wird. Er kann gerade noch entkommen.
Wilsberg und Alex kommen dahinter, dass bei „Beste Hoffnung“ illegalerweise mitbefruchtete Eizellen, die eigentlich als Klinikabfall entsorgt werden müssen, ohne Wissen ihrer Erzeuger an gut zahlende zeugungsunfähige Paare verkauft werden. Britta Mantzke hatte sich vor einer schweren Chemotherapie dort Eizellen entnehmen lassen, danach hatten sie und ihr Mann Guido sich per künstlicher Fertilisation ihren Kinderwunsch erfüllt. Im Spielzeugladen war Britta vom Anblick der kleinen Jolanda Sandfort schockiert, die ihrer Tochter Amrei sehr ähnlich sieht und tatsächlich deren genetische Schwester ist. Als Alex und Wilsberg deshalb Friedrichs zur Rede stellen wollen, können sie einen tödlichen Anschlag gerade noch abbrechen – Friedrichs wurde in seinem Auto vergast. Ein Racheakt der Mantzkes oder Sandforts?
Der schwer vergiftete Friedrichs kommt kurz darauf im Krankenhaus ums Leben, als sein Biologe Rolf Speyer in einem unbewachten Moment die Sauerstoffbeatmung abschaltet. Nun weiß Alex, dass nicht Friedrichs, sondern Speyer der kriminelle Embryonenverkäufer und auch der Mörder ist. Speyer entführt sie in den Keller von „Beste Hoffnung“, um sie dort in flüssigem Stickstoff zu töten. Alex kann im letzten Moment von ihrem Handy aus unbemerkt Eckis Nummer wählen, der so zusammen mit Wilsberg die Entführung mithört und das Spiel zeitgleich mit dem erfolglosen, zufällig anwesenden Overbeck (der zu seinem Leidwesen doch nicht Kiras Vater ist) von Wilsberg und Ecki beendet wird.

## Besonderheiten
Der Titel bezieht sich auf die Kryokonservierung von Eizellen in flüssigem Stickstoff, sogenanntes Social Freezing, bei −196 °C.
Der Running Gag „Bielefeld“ erscheint in der 46. Minute, als Kira in Overbecks Wohnung feststellt, dass er Dritter bei der Polizei-Dartmeisterschaft in Bielefeld geworden ist.
Der Film zeigt zwei Tagtraum-Sequenzen mit Alex: In Filmminute 7, anlässlich eines Vorstellungsgesprächs bei Albert Schrobecke, Seniorpartner der Anwaltskanzlei Schrobecke & Partner. Und in Filmminute 36 bei der Verabschiedung von Love Interest Dr. Thorsten Friedrichs, dem Klinikleiter des Kinderwunschzentrums „Beste Hoffnung GmbH“.
Bei dem Musiktitel am Ende der Episode handelt es sich um We Are Family von Sister Sledge aus dem Jahr 1979.

## Rezeption

### Einschaltquote
Bei der Erstausstrahlung von Minus 196° am 2. März 2019 im ZDF wurde der Film in Deutschland von insgesamt 7,25 Millionen Zuschauern gesehen und erreichte einen Marktanteil von 24,3 Prozent.

### Kritik
Die Redaktion der TV Spielfilm fanden, „dass jede Figur ihren Handlungsstrang bekommt, wirkt etwas überkonstruiert, einige Anschlüsse und Übergänge sind unsauber. Am Unterhaltungswert ändert das wenig – Wilsberg-Fans bekommen eine nette Folge zwischen Herz und Drama.“ Ihr Fazit lautete: „Schmunzelkrimi mit gutem Schlussdrittel“.